# Фёрстер, Ганс-Йоахим
Ганс-Йоахим Фёрстер (нем. Hans-Joachim Förster; 20 февраля 1920, Грос-Кёрис, Телтров — 24 февраля 1945, Ла-Манш) — немецкий офицер-подводник, обер-лейтенант (1 апреля 1943 года).

## Биография
В октябре 1938 года поступил на службу в ВМФ.

## Вторая мировая война
В 1941 — 42 годах на эсминце Z-29 совершил 7 боевых походов и в июле 1942 был переведен в подводный флот.
Будучи 1-м вахтенным офицером на подлодке U-380, совершил плавание в Средиземное море. В мае 1943 года получил отпуск.
В июле—августе 1943 года командовал подлодкой U-348, в августе 1943 года — U-479, но в боевых операциях участия не принимал.
6 октября 1943 года назначен командиром U-480 (Тип VII-C), на которой совершил 3 похода (проведя в море в общей сложности 140 суток). Наиболее успешным был его второй поход, когда он потопил 4 корабля, в том числе канадский корвет «Альберни» и британский миноносец «Лоялти».
18 октября 1944 года награждён Рыцарским крестом железного креста.
Погиб на своей подлодке, на минном поле в Ла-Манше (50°22’04"N/001°44’10"W). Одна из 7-ми первых в своем роде подводных невидимых лодок с резиновым «плащом-невидимкой», перфорированным резиновым покрытием ALBERICHE. Ни один сонар не мог обнаружить их под водой. Эта информация рассекречена Британским Адмиралтейством спустя 60 лет. Известно место затопления, у берегов Британии и причины гибели (пробоина в корме от глубинной бомбы). Вернувшись на место прежних побед капитан не знал о минном поле. Все фамилии погибших членов экипажа (48 человек) нанесены на мемориальной стене в г. Киле.
Всего за время военных действий Фёрстер потопил 4 корабля и судна общим водоизмещением 14 621 брт.